# Kwiatonowice
Kwiatonowice is een plaats in het Poolse district Gorlicki, woiwodschap Klein-Polen. De plaats maakt deel uit van de gemeente Gorlice en telt 610 inwoners.